# Oslany
Oslany es un municipio del distrito de Prievidza en la región de Trenčín, Eslovaquia, con una población estimada a final del año 2024 de 2399 habitantes.
Se encuentra ubicado al este de la región, cerca del río Nitra (cuenca hidrográfica del Danubio) y de la frontera con las regiones de Banská Bystrica y Žilina.

## Demografía
| Año        | 1994 | 2004    | 2014    | 2024    |
| ---------- | ---- | ------- | ------- | ------- |
| Población  | 2130 | 2224    | 2403    | 2399    |
| Diferencia |      | +4,41 % | +8,04 % | −0,16 % |

| Año        | 2023 | 2024    |
| ---------- | ---- | ------- |
| Población  | 2390 | 2399    |
| Diferencia |      | +0,37 % |